# سعيد مقبل
سعيد مقبل المعروف أيضًا بالاسم المستعار مسمار جحا، من مواليد 25 مارس 1940 في بجاية بالجزائر، والذي توفي مغتالاً بتاريخ الثالث من ديسمبر من عام 1994 في جسر قسنطينة في العاصمة الجزائرية، هو صحفي جزائري ساخر ومؤسس ومدير سابق لصحيفة لو ماتين اليومية الجزائرية الناطقة باللغة الفرنسية .

## سيرة
ولد في بجاية لأسرة متواضعة وكان أبوه بحاراً، وهو الأكبر بين أربعة أطفال. في سن العاشرة، دخل مدرسة ميليانا العسكرية ثم مدرسة الطلاب العسكريين في كوليا. واصل دراسته في إيكس أون بروفانس في المدرسة العسكرية، حيث تحصل على البكالوريا. يتزامن نجاحه في امتحان القبول في سان سير مع استقلال الجزائر، لكنه عاد أخيرًا إلى البلاد في 26 يناير 1963.